# Batterie de la Ferme de l'Hôpital
La batterie de la Ferme de l'Hôpital est une fortification de la fin du XIXe siècle située sur la commune de Besançon, dans le département français du Doubs.

## Présentation
La batterie, appelée brièvement batterie Bouchet, fait partie de la ceinture de fortifications mise en place entre 1872 et 1893 autour de Besançon dans le cadre du système Séré de Rivières. Cette batterie est positionnée entre le fort des Montboucons et l'Ouvrage d'au Bois. Elle se dresse, dans le quartier des Tilleroyes, face à l'ouest de la place, à 334 m d'altitude, en lisière du bois de Saint-Claude, près d'une ancienne ferme, puis chapelle, ayant appartenu à l'Hôpital du Saint-Esprit et maintenant intégrée à l'ancien sanatorium. 
Ses missions étaient de renforcer le contrôle des axes de communications menant à Gray et Dijon ; flanquer sur leur gauche, le groupe fortifié Montboucons / Pouilley-les-Vignes ; couvrir par le nord le fort de Planoise. 

### Description
Desservie par un chemin stratégique venant du centre de la place, la batterie, prévue pour accueillir 6 canons, est entourée d'un fossé de 4 à 5 m, creusé dans la roche ; elle comporte une cour et trois traverses-abris (en maçonnerie, couvertes de terre) ainsi qu'un corps de garde précédé d'un fossé-diamant. Le fossé du front de tête a été remblayé ainsi que le fossé-diamant et le ponceau d'accès au corps de garde a disparu. La première traverse protège un abri casematé avec, au fond, 2 couloirs en pente menant aux plateformes d'artillerie placées de part et d'autre. La deuxième traverse comporte 2 casemates pour les munitions et les artilleurs. La troisième traverse est identique à la première. Le poste de garde comporte une gaine d'aération ; il est doté de 4 meurtrières de tir au fusil et d'un créneau de pied permettant d'envoyer des grenades dans le fossé. Il n'y avait pas de coffre pour le flanquement des fossés. Une citerne de 300 m3 environ avait été creusée dans la cour de la ferme.

### Magasin à poudre
Au fond d'une combe, 400m avant l'arrivée à la batterie, le long du chemin stratégique, un magasin à poudre a été creusé en 1889. Il possède 2 galeries d'accès et 2 casemates de stockage reliées par un couloir et un vestibule. Les accès en sont aujourd'hui murés.

## Historique
Comme les autres forts et batteries de la place, cet ouvrage n'a pas connu l'épreuve du feu.

## Propriété
La batterie et son magasin à poudre, appartiennent à l'Hôpital de Besançon, propriétaire du terrain.

## Galerie

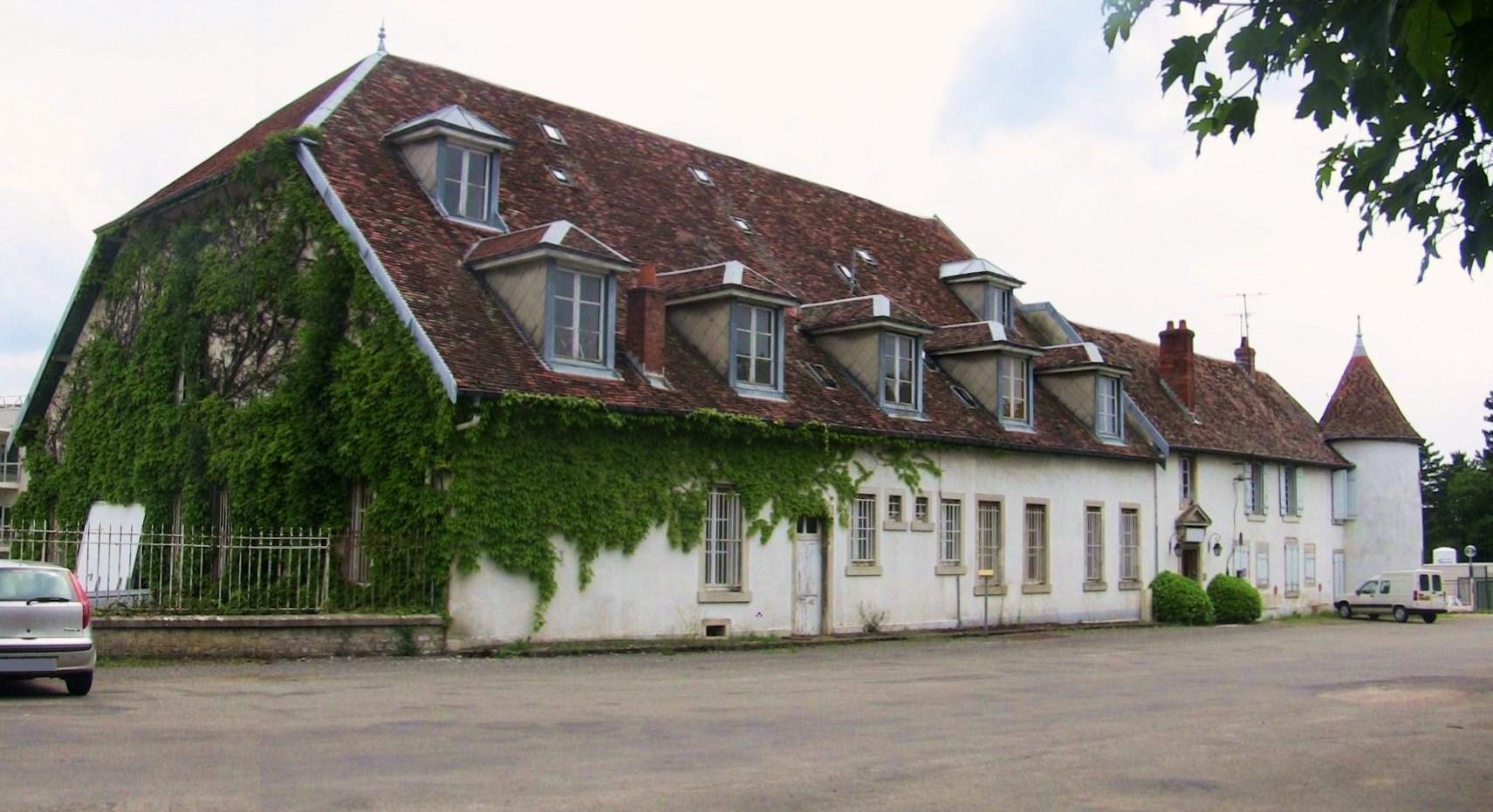
Ancienne ferme de l'Hôpital
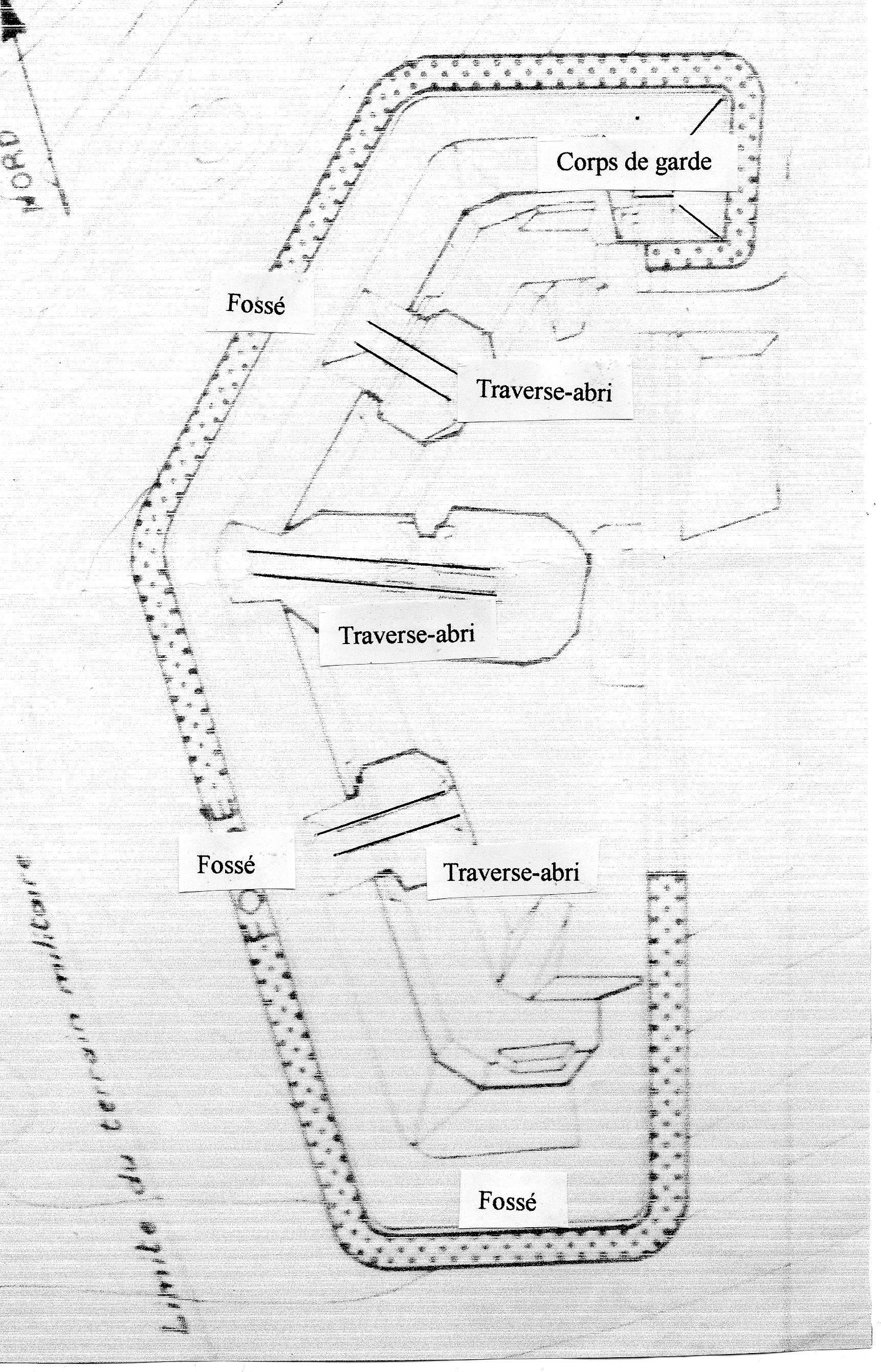
Plan en élévation de la batterie